# Ua Huka
Ua Huka è un'isola dell'Oceano Pacifico facente parte dell'arcipelago delle Isole Marchesi.
Sostanzialmente arida, si estende su una superficie di 83,4 km²; il punto più alto dell'isola è l'Hitikau, a 857 metri sul livello del mare.
Nel 2002 possedeva una popolazione di 584 abitanti.